# Гетман, Иван Иванович

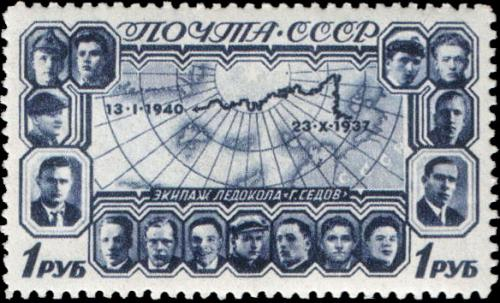
Экипаж ледокола «Георгий Седов»

Ива́н Ива́нович Ге́тман (1913—1943) — матрос-кочегар парохода ледокольного типа «Георгий Седов» Главного управления Северного морского пути. Участник Великой Отечественной войны. Герой Советского Союза. Почётный полярник.

## Биография
Иван Иванович родился 23 мая (по другим данным — 5 июня) 1913 года в рабочей семье в городе Нежин (ныне Черниговская область Украины).
Окончил 10 классов школы. В 1932 году устроился на работу шахтёром на Шпицбергене. Срочную службу в Красной Армии проходил с 1934 по 1936 годы радиосвязистом. Затем работал матросом на судах Главного управления Северного морского пути — научном судне «Персей», рыболовном траулере, ледоколе «Ермак».
С августа 1937 по январь 1940 года являлся кочегаром на пароходе ледокольного типа «Георгий Седов», стал невольным участником легендарного дрейфа по Северному Ледовитому океану, в ходе которого проявил себя мужественно и стойко.
3 февраля 1940 года Президиумом Верховного Совета СССР был выпущен указ о присвоении кочегару парохода ледокольного типа «Георгий Седов» Гетману Ивану Ивановичу звания Героя Советского Союза с вручением ордена Ленина и медали «Золотая Звезда» (№ 239) за «… проведение героического дрейфа, выполнение обширной программы исследований в трудных условиях Арктики и проявленное при этом мужество и настойчивость» и выдаче денежной премии в размере 25000 рублей. В том же 1940 году Иван Иванович Гетман был избран депутатом Совета города Мурманска.
Участник Великой Отечественной войны. С ноября 1942 года воевал на Южном фронте заместителем командира разведвзвода 5-й гвардейской механизированной бригады.
Погиб 27 января 1943 года, по разным данным во время боёв за Новочеркасск или в сражении под станицей Манычская Ростовской области, в ходе которого Иван Гетман получил тяжёлое ранение и умер от полученных ран в плену.

## Память
В память о герое в родном городе Нежине на школе, где учился Иван Гетман, установлена мемориальная доска.

## Награды
- Золотая Звезда Героя Советского Союза — медаль была найдена поисковиками близ Смоленска[1],
- орден Ленина,
- знак «Почётный полярник».